# 蘆原湯之町站
蘆原湯之町站（日语：／ Awara-Yunomachi eki */?）是位於福井縣蘆原市二面，越前鐵道的三國蘆原線車站。車站編號為E40。此站是三國蘆原線內主要車站，為蘆原溫泉玄關口之一，同時也是至終點為止的最後一個列車交會站。

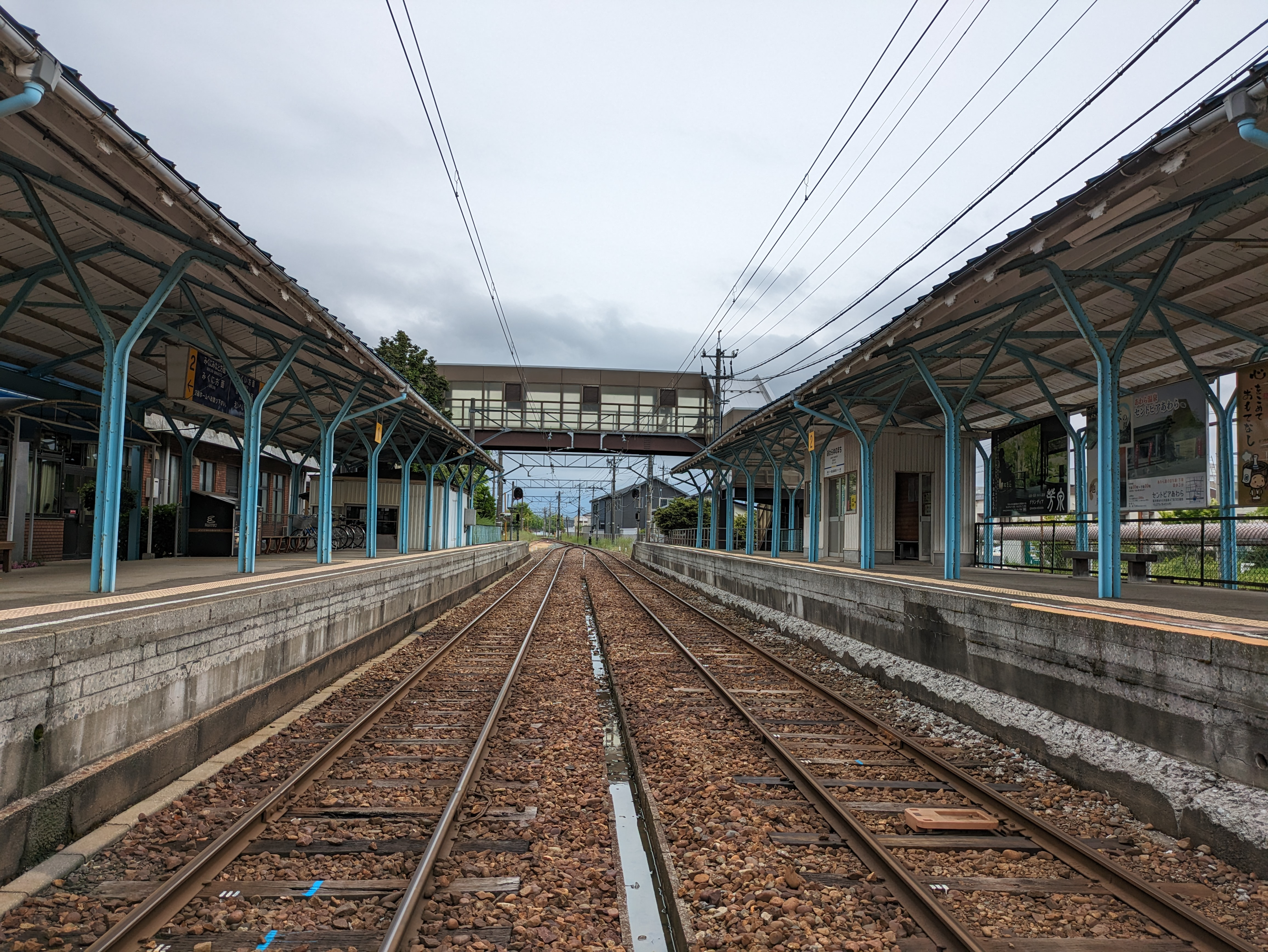
月台(2024年5月)

## 歷史
- 1911年12月15日：鐵道院三國線蘆原駅啟用[2][3]。當時為一般車站。
- 1928年12月30日：三國蘆原電鐵蘆原站啟用（共構與共站）[3][4]。
- 1942年9月1日：京福電氣鐵道（京福）收購合併三國蘆原電鐵[5][6]，成為京福電氣鐵道三國蘆原線和國有鐵道的車站[5]。
- 1944年10月11日：國有鐵道線三國線暫停服務[2]。三國線的蘆原駅暫停服務。
- 1946年8月15日：國鐵三國線金津至蘆原之間重開[2]。蘆原站重開，三國線列車會駛入至京福蘆原至三國港之間區間（部分列車單向駛入）[7]。
- 1972年3月1日：國鐵三國線廢線，國鐵的蘆原站也廢站[2][8]。京福電氣鐵道的蘆原站改名為蘆原湯町站[9][10][11]。三國線的替代路線國鐵巴士（日语：国鉄バス）金津三國線（日语：金津三国線）開業。站內成為了國鐵巴士的自動車站。
- 2001年6月25日：由於越前本線事故（日语：京福電気鉄道越前本線列車衝突事故），京福電氣鐵道被勒令停運所有路線，本站亦被暫停服務[12][13]。
- 2003年：

- 2月1日：車站設施轉讓至越前鐵道。
- 7月20日：車站名稱改為蘆原湯之町站。
- 8月10日：路線重開。

- 2024年10月11日：越前鐵道及福井鐵道均可使用ICOCA及全國通用IC卡付款[16][17]。

## 車站構造
車站是一座地面車站，設有2面2線相對式月台。車站大樓位於月台北邊。鄰接車站大樓的月台是1號月台（福井方向），對面是2號月台（三國港方向），兩月台之間設有平交道連接。
車站大樓建於京福時代，大樓是一座磚瓦風格的建築物。在越前鐵道的時代設置了候車室。此站是有人車站。在檢票口旁設有蘆原市觀光詢問處「蘆原溫泉情報處 告訴我座」和商店。
該車站大樓在1975年重建而成。當時為京福電鐵與國鐵巴士金津三國線（國鐵三國線廢止替代巴士，在1987年取消）的共用車站大樓。大樓建設費用由國鐵中部自動車局負責。
車站後方設有閘外行人通道橫越月台。
在京福電氣鐵道時代設有於此站折返至福井站的定期區間列車班次，在越前鐵道接管後再沒有這個班次。但是在列車方向幕中還有這個車站，因此此站可讓列車折返。

### 月台
本站與福大前西福井站及西春江Heartpia站，皆為在現行定點時間表下上、下行列車的交匯站。
| 月台 | 路線        | 上下行                   | 備註                                 |
| ---- | ----------- | ------------------------ | ------------------------------------ |
| 1    | ■三國蘆原線 | 福井、永平寺口、勝山方向 | 永平寺口、勝山方向於福井口站轉乘列車 |
| 2    | ■三國蘆原線 | 三國、三國港方向         |                                      |

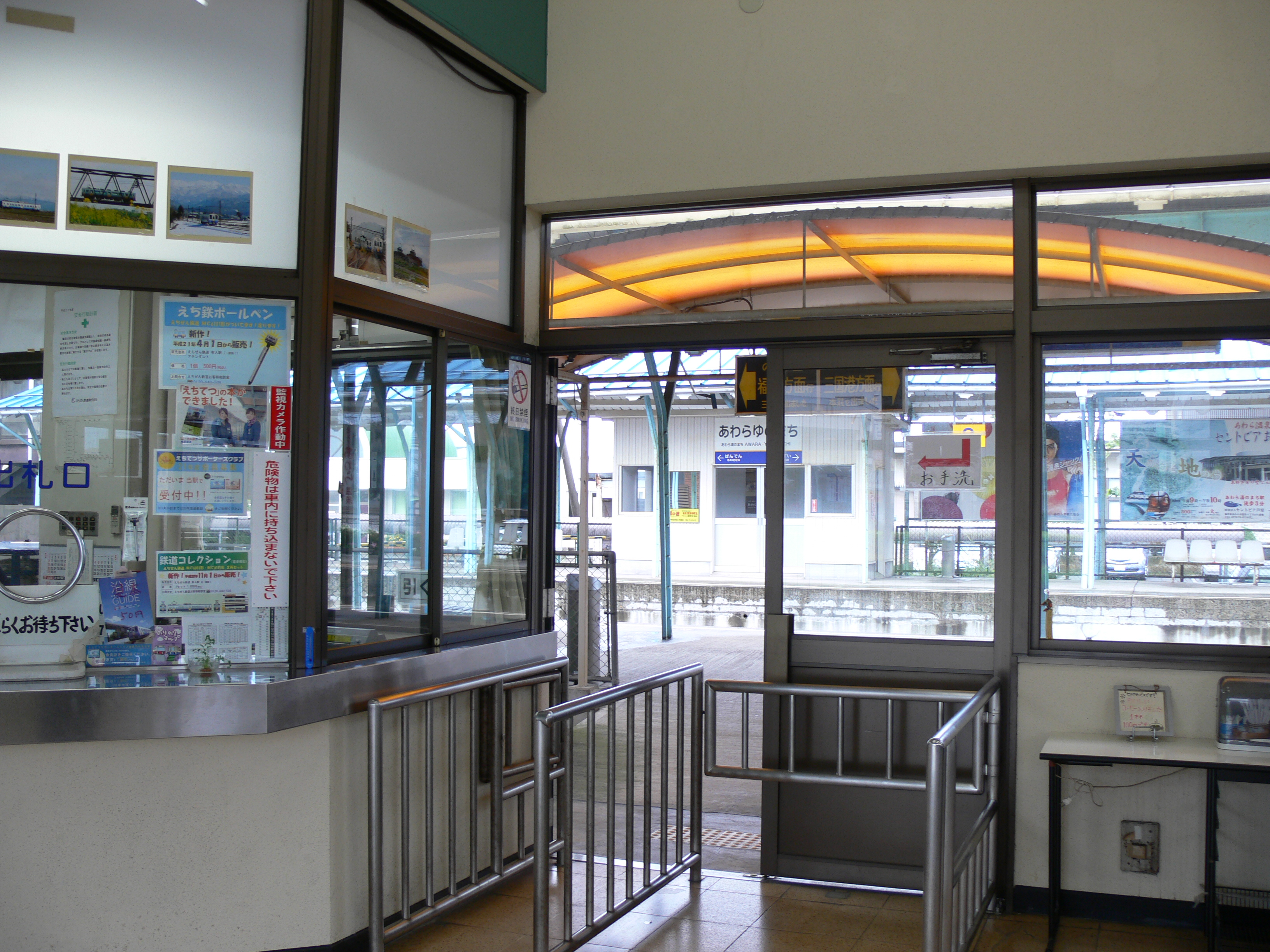
檢票口(2009年4月)
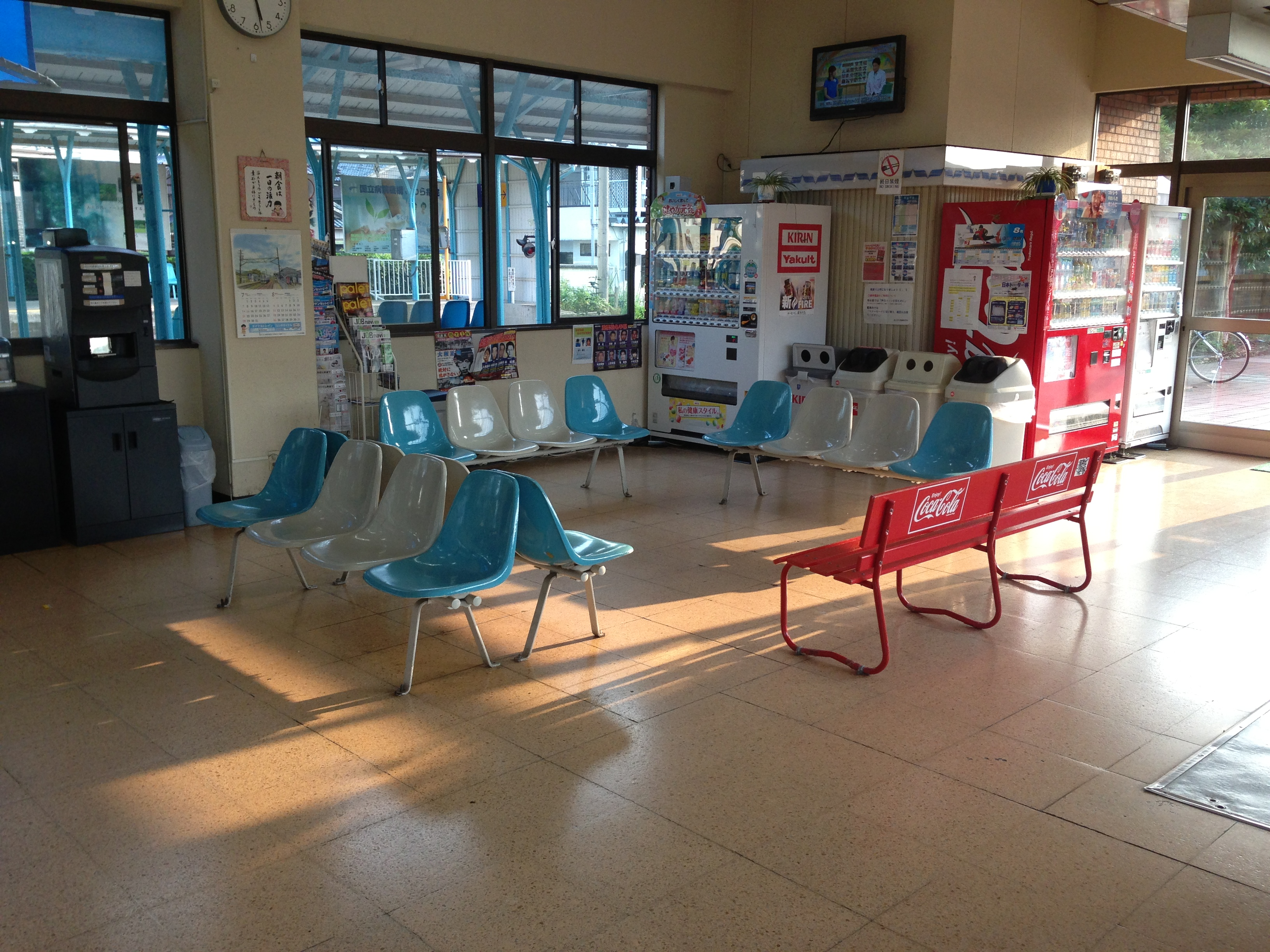
候車室内(2013年8月)

## 使用狀況
以下為1日平均上下車人次列表：
| 上下車人次變化 | 上下車人次變化 |
| 年度           | 1日平均人次    |
| -------------- | -------------- |
| 2011年         | 563            |
| 2012年         | 552            |
| 2013年         | 512            |
| 2014年         | 522            |
| 2015年         | 496            |
| 2016年         | 492            |
| 2017年         | 469            |
| 2018年         | 498            |
| 2019年         | 451            |
| 2020年         | 345            |
| 2021年         | 403 201        |

## 車站周邊
車站位於蘆原溫泉街南端，車站北邊設有許多旅館。而南邊主要為幽靜的住宅區。
本站雖然靠近蘆原溫泉街，但相比距離較遠的JR北陸本線蘆原溫泉站，使用人數卻有明顯差別，所以在站前廣場前設有巴士路線，連接本站至蘆原溫泉站之間。另外，站前廣場對面設有單車停泊場和停車場。也有免費的單車租賃服務。
站前（車站北邊）
- 蘆原溫泉湯之町廣場（草地廣場）
  - 蘆原溫泉「蘆湯」（足湯）[8]
  - 藤野嚴九郎紀念館 - 在2011年11月1日再次遷[23]，在2013年登錄成為登錄有形文化財[24]。
  - 傳統藝能館
  - 蘆原溫泉屋台村
- 北陸銀行蘆原分店
- 福井銀行（日语：福井銀行）蘆原分店
- 福井縣道121號蘆原湯町停車場線（日语：福井県道121号芦原湯町停車場線）
- 福井縣道9號蘆原丸岡線（日语：福井県道9号芦原丸岡線）
- Grandia芳泉（酒店）

車站後方（南邊）
- 蘆原市立蘆原圖書館
- 蘆原市蘆原小學（日语：あわら市芦原小学校）
- 蘆原市蘆原小學（日语：あわら市芦原中学校）

車站近郊
- 蘆原市保健中心（暨蘆原市政廳市民課蘆原分室）
- 三國競艇場（日语：三国競艇場）

## 巴士路線
巴士站名為「蘆原湯之町站」。車站大樓正面設有京福巴1號乘車處，以前進方向後方順序設有2號乘車處，和3號乘車處（的士站）。
一般巴士路線
| 巴士站編號 | 路線             | 方向                                                                                         |
| ---------- | ---------------- | -------------------------------------------------------------------------------------------- |
| 1          | 84 東尋坊線      | 前往蘆原溫泉站 部分班次直通至87永平寺、東尋坊線 本丸岡、永平寺口站前、永平寺門前（永平寺町） |
| 2          | 85 東尋坊線      | 經松島水族館、東尋坊、三國港站前、三國站 前往三國觀光酒店前（坂井市三國町）                  |
| 3          | 三国競艇接送巴士 | 前往三國競艇場（坂井市三國町，截至2021年暫停服務中）                                         |

期間限定才行走的巴士
- 蘆原北部周遊巴士「蘆原Gurutto巴士」（除了年尾年初外，於星期六、日及假日行走）[25]
- 越前巡迴巴士（西日本JR巴士，除了1月至3月外，逢星期六、日及假日行走，預約制）[26][27]
- 前往芝政世界（日语：芝政ワールド）的臨時巴士（京福巴士，在7月、8月的夏天行走）

## 相鄰車站
越前鐵道
■三國蘆原線
□快速（只有上行班次）
本莊（E38）←蘆原湯之町（E40）←三國（E43）
■普通
番田（E39）－蘆原湯之町（E40）－水居（E41）

### 曾經存在的路線
日本國有鐵道
三國線
金津－蘆原－三國
- 站名取自廢線當時。

## 外部連結
- 蘆原湯之町站 （页面存档备份，存于）（日語） - 越前鐵道